# Viktor Afritsch
Viktor Afritsch (* 23. März 1906 in Graz, Österreich-Ungarn; † 9. März 1967 in Berchtesgaden) war ein österreichischer Theater- und Filmschauspieler. 

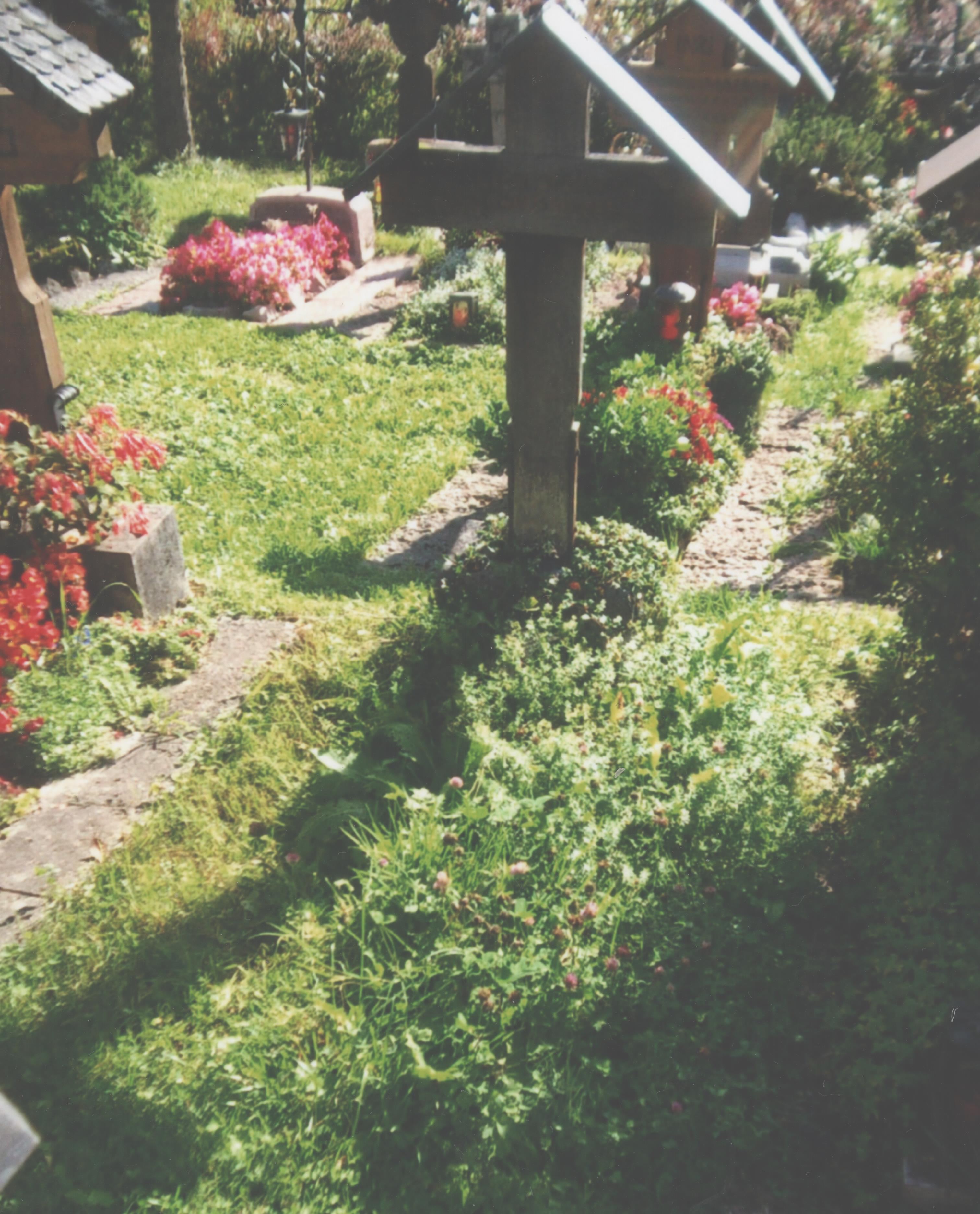
Grabstätte von Viktor Afritsch

## Leben
Viktor Afritsch, Sohn des Gründers der Kinderfreunde Österreich Anton Afritsch, debütierte nach einer dreijährigen Schauspielausbildung 1920 am Grazer Stadttheater. Er ging dann ab 1924 mit Alexander Moissi und Max Pallenberg auf Tournee durch Südamerika und blieb dort bis 1930. 1931 bis 1934 erhielt er wieder ein Festengagement an den Städtischen Bühnen von Graz. Danach wechselte er an das Deutsche Theater in Prag. In Prag begann er auch seine Filmkarriere, die bis 1962 – mit Auftritten in über 70 Filmen – andauerte. Spätestens 1940 wurde er nach München an das Bayerische Staatsschauspiel engagiert. Afritsch stand 1944 in der Gottbegnadeten-Liste des Reichsministeriums für Volksaufklärung und Propaganda.
Seine beiden Brüder Anton junior und Josef waren Politiker der SPÖ. Viktor Afritsch war mit Josefine, geb. Ascherl (* 6. Juni 1912; † ca. 1960), verheiratet, mit der er zwei Söhne hatte. 
Sein Grab befindet sich auf dem Bergfriedhof von Berchtesgaden.

## Filmografie (Auswahl)
- 1938: Adresse unbekannt
- 1940: Golowin geht durch die Stadt
- 1941: Komödianten
- 1941: Alarmstufe V
- 1941: Geheimakte W.B. 1
- 1942: Kleine Residenz
- 1942: Einmal der liebe Herrgott sein
- 1942: Der Hochtourist
- 1942: Der unendliche Weg
- 1943: Man rede mir nicht von Liebe
- 1944: In flagranti
- 1944: Ich bitte um Vollmacht
- 1944: Es lebe die Liebe
- 1944/49: Dreimal Komödie
- 1944/49: Münchnerinnen
- 1944/50: Schuß um Mitternacht
- 1945: Der Fall Molander
- 1945: Wo ist Herr Belling? (unvollendet)
- 1945/47: Der Millionär
- 1949: Der blaue Strohhut
- 1949: Die Reise nach Marrakesch
- 1950: Alles für die Firma
- 1950: Skandal in der Botschaft
- 1950: Czardas der Herzen
- 1950: Schatten über Neapel
- 1950: Grenzstation 58
- 1950: Falschmünzer am Werk
- 1951: Das seltsame Leben des Herrn Bruggs
- 1951: Fanfaren der Liebe
- 1951: Die Martinsklause
- 1952: Die Försterchristel
- 1952: Haus des Lebens
- 1952: Illusion in Moll
- 1953: Salto Mortale
- 1953: Jonny rettet Nebrador
- 1953: Man nennt es Liebe
- 1953: Die goldene Gans
- 1953: Alles für Papa
- 1953: Die vertagte Hochzeitsnacht
- 1954: Morgengrauen
- 1954: Wenn ich einmal der Herrgott wär
- 1955: Oh – diese „lieben“ Verwandten
- 1955: Das Forsthaus in Tirol
- 1956: Die Geierwally
- 1956: Wo der Wildbach rauscht
- 1957: Heiraten verboten
- 1957: Die Zwillinge vom Zillertal
- 1957: Die fidelen Detektive
- 1958: Gräfin Mariza
- 1959: Paprika
- 1960: Orientalische Nächte
- 1960: Frauen in Teufels Hand
- 1961: Im schwarzen Rößl
- 1962: Das ist die Liebe der Matrosen